# Only a Northern Song
Az "Only a Northern Song" című dalt George Harrison írta. Először az 1968-as Yellow Submarine című animációs filmben hangzott el, 1969 januárjában pedig a film zenéjét tartalmazó albumon is megjelent.
A dal alapját 1967. február 13-án, az éneket és a basszust február 14-én, az ütőhangszereket és a fúvósokat pedig április 20-án vették fel. Harrison egy óra alatt írta a dalt. Eredetileg a Sgt. Pepper’s Lonely Hearts Club Band című albumra szánták, de végül lehagyták, hogy több Lennon–McCartney-dal kerülhessen fel. Később úgy gondolták, hogy Harrison másik dala, a "Within You Without You" sokkal jobb ennél. A dal szövege magáról Harrisonról szól. Zenei formája és hangszerelése egyáltalán nem mindennapi: torzított hangú trombita, visszhangosított orgona, csőharangok és harangjáték is hallható.
Az egész dalban McCartney trombitál, a többiek mindenféle ütőhangszeren, orgonán és harangjátékon játszanak. A dal vége felé valaki (valószínűleg Ringo Starr) egy üstdobot üt, míg a többiek érthetetlenül beszélnek. 1996-ban, az Anthology 2-n megjelent a dal egy szerkesztett és kicsit felgyorsított változata a rájátszások nélkül (csak ének, basszusgitár, orgona és dob); ezen az ének egy másik felvétele hallható, így a szöveg is némiképp eltér az 1969-ben megjelent változattól. 1999-ig csak a dal mono változatához lehetett hozzájutni, ám a Yellow Submarine Songtrack című albumon már az újrakevert változat hallható.
A dalban Harrison elégedetlenségét fejezi ki a dallal kapcsolatban, minden szakaszt a címmel zár: „It's only a Northern song – Ez csak egy északi dal.” Harrison szerint ez a Beatles tagjainak szülővárosára, Liverpoolra, valamint a Northern Songs kiadóra vonatkozik. (A kiadóban Lennon és McCartney tulajdonostárs volt, Harrison pedig dalszerzői szerződést kötött.) A dalt kétféleképpen értelmezik: Harrison így gúnyolta ki Lennon és McCartney pszichedelikus zenéjét és dalszövegeit; egy másik értelmezés szerint arról szól, hogy Lennon és McCartney csak kevés dalt fogadott el Harrisontól az albumokra, ezt látszik alátámasztani a dalszöveg is: „It doesn't really matter what chords I play / What words I say or time of day it is / As it's only a Northern song – Nem számít, hogy mit játszom, hogy mit mondok vagy milyen nap van ma, mert ez csak egy északi dal.”

## Közreműködők
- George Harrison – ének, orgona, szalagos effektek, zajok
- Paul McCartney – basszusgitár, trombita, szalagos effektek, zajok
- John Lennon – zongora, harangjáték, szalagos effektek, zajok
- Ringo Starr – dob

### Produkció
- Geoff Emerick – hangmérnök
- George Martin – producer